# Неуропсихијатрија
Неуропсихијатрија је психијатријска дисциплина која проучава неуролошке основе психичких обољења и поремећаја понашања. Данас постоји снажна тенденција да се ова дисциплина подели на две, релативно самосталне – неурологију и психијатрију.